# (4969) Lawrence
(4969) Lawrence es un asteroide perteneciente al cinturón de asteroides, descubierto el 4 de octubre de 1986 por Eleanor F. Helin desde el Observatorio del Monte Palomar, Estados Unidos.

## Designación y nombre
Designado provisionalmente como 1986 TU. Fue nombrado Lawrence en honor astrónomo Kenneth J. Lawrence, miembro del equipo de Palomar Planet Crossing Asteroid Survey con motivo de su 28 cumpleaños, el 30 de mayo de 1992.

## Características orbitales
Lawrence está situado a una distancia media del Sol de 2,756 ua, pudiendo alejarse hasta 3,754 ua y acercarse hasta 1,758 ua. Su excentricidad es 0,362 y la inclinación orbital 31,44 grados. Emplea 1671 días en completar una órbita alrededor del Sol.

## Características físicas
La magnitud absoluta de Lawrence es 12,7. Tiene 6,712 km de diámetro y su albedo se estima en 0,171. Está asignado al tipo espectral C según la clasificación SMASSII.